# Campeonato Paulista de Futebol de 1905
O Campeonato da Liga Paulista Foot-Ball de 1905 foi a 4.ª edição da competição entre clubes de futebol paulistanos filiados à LPF. É reconhecido oficialmente pela Federação Paulista de Futebol como a quarta edição do Campeonato Paulista de Futebol.
Disputado entre 3 de maio e 1 de novembro daquele ano, contou com a participação de seis agremiações. Depois de três vice-campeonatos consecutivos, o Paulistano sagrou-se pela primeira vez campeão e quebrou a hegemonia do São Paulo Athletic, vencedor nas outras três ocasiões.

## História
Última colocada do torneio anterior, a Athletica das Palmeiras teve que vencer o Internacional de Santos, equipe que já havia derrotado um ano antes, na seletiva para o campeonato de 1904.
A partir da competição daquele ano, passou a ser disputado um novo troféu, já que a "Taça Antonio Casimiro da Costa" ficou em posse definitiva do São Paulo Athletic, campeã das três primeiras edições da liga. Ofertado pelo industrial e conde Antonio Alvares Leite Penteado, foi confeccionada por um ourives de Paris a "Taça Álvares Penteado", que ficaria em posse do primeiro time a vencer três edições do campeonato da liga a partir dali.
A competição daquela temporada teve 26 de suas 30 partidas realizadas no Velódromo de São Paulo - as demais foram jogadas no Parque Antárctica Paulista -, que se consolidava como principal campo de futebol da cidade. Foram marcados 119 gols ao todo (uma média de 3,97 por partida).
Em maio, com o quarto campeonato já em andamento, os ingleses do São Paulo Athletic se reuniram em assembleia geral na Rotisserie Sportsman, em que discutiriam se o tricampeão da Taça Casimiro da Costa abandonaria a liga por ser vítima de constante vaias durante as partidas, mas no final 18 sócios votaram contra a permanência do clube na disputa e 38 pela continuidade. A equipe decidiu permanecer na competição e protestou, por meio de oficio dirigido à LPF, para que “que não se repetissem as vaias”.Em declínio técnico, o Athletic ficou de fora da disputa do título precocemente.
Germânia e Internacional lutaram até as partidas finais, mas o Paulistano mostrou grande força e faturou o título da liga pela primeira vez, de quebra com uma campanha invicta (oito vitórias e dois empates). A conquista foi definida antes da partida final, contra o Mackenzie. Um empate conseguido no dia 1º de outubro frente ao Germânia eliminou os alemães da disputa pelo título, pois eles não poderiam mais alcançar o Paulistano em número de pontos. Na partida seguinte, em 22 de outubro, a vitória do clube do Jardim América por 2–0 tirou também as chances, meramente matemáticas, do Internacional, faltando apenas um jogo para cumprir a tabela programada. Assim, pela primeira vez o campeonato da Liga não precisaria ter uma partida-desempate para definir o campeão.
No entanto, o título do Paulistano veio, mas não sem uma crise. Já com a taça garantida, ocorreu um disputa para a nomeação do capitão da última partida, contra o Mackenzie, a quem caberia a grande honra receber a "Taça Álvares Penteado" em nome do grupo. Em substituição a Guilherme Vallim Alvares Rubião. Caberia, os jogadores do time campeão escolheram Jorge de Almeida Campos Mesquita como novo capitão, uma homenagem a aquele que era considerado o melhor atleta do grupo.
O presidente do Paulistano, Numa de Oliveira, não concordou com a troca de liderança decidida pelo time e, através de oficio, nomeou como capitão a José Rubião (irmão mais novo de Guilherme), mas este refutou a nomeação e isso criou um impasse. Jorge Mesquita se apresentou na reunião em que a diretoria discutia o assunto, para tentar defender a escolha feita pelos jogadores, mas foi expulso da sala pelo presidente. Em protesto contra o autoritarismo de Oliveira, Mesquita, José Rubião e mais seis companheiros de jogo abandonaram o clube e se transferiram imediatamente para Athletica das Palmeiras, equipe mais fraca da liga.
Guilherme Rubião permaneceu no Paulistano, o goleiro Tutu Miranda assumiu o posto de capitão e ex-jogadores, como Alvaro Rocha e Olavo Barros, foram reunidos às pressas para a última partida, que foi vencida por 2–0.

## Participantes
| Equipe                  | Cidade    | Fundação               | Participação | Títulos               |
| ----------------------- | --------- | ---------------------- | ------------ | --------------------- |
| Athletica das Palmeiras | São Paulo | 9 de novembro de 1902  | 2ª           | -                     |
| Germânia                | São Paulo | 7 de setembro de 1899  | 4ª           | -                     |
| Internacional           | São Paulo | 19 de agosto de 1899   | 4ª           | -                     |
| Mackenzie               | São Paulo | 18 de agosto de 1898   | 4ª           | -                     |
| Paulistano              | São Paulo | 29 de dezembro de 1900 | 4ª           | -                     |
| São Paulo Athletic      | São Paulo | 13 de maio de 1888     | 4ª           | 3 (1902, 1903 e 1904) |

## Regulamento
Segundo o estatuto do campeonato:
- Cada clube tem de jogar duas partidas com os outros participantes, sendo uma como mandante e outra como visitante. (Artigo 18)

- Quando um dos clubes não comparecer no lugar, dia e hora designados para a partida, esta será considerada ganha pelo clube que comparecer. Se nenhum clube comparecer, a partida será considerada perdida para os dois ausentes. (Artigo 19)

- As partidas só podem ser adiadas por motivo de grande relevância, a juízo dos representantes da Liga encarregados de fiscalizá-lo. O clube que, infringindo esse artigo, deixar de disputar três partidas consecutivas, será considerado desligado, ficando nulas as partidas já jogadas. (Artigo 20)

- O clube vencedor do campeonato anual recebe uma taça, pela qual fica responsável, e terá possa defintiva dessa taça aquele que for vencedor de três taças consecutivas. (Artigo 21)

- O campeão é a equipe que somar mais pontos (a vitória vale dois pontos, e o empate, um ponto). Havendo empate no resultado final, disputa-se um jogo extra. Essa partida desempate terminar em empate, é feita uma prorrogação não superior a 30 minutos. Se terminada essa prorrogação continuar o empate, é marcada uma nova partida, e assim por diante. (Artigo 22)

## Tabela
03/5 São Paulo AC   4-3  Mackenzie
07/5 AA Palmeiras   0-0  Internacional
13/5 Paulistano     3-0  Mackenzie
21/5 São Paulo AC   2-1  AA Palmeiras
28/5 Paulistano     4-0  Internacional
04/6 Internacional  1-1  Germânia
18/6 Internacional  2-1  São Paulo AC
22/6 Mackenzie      6-0  AA Palmeiras
29/6 Paulistano "WO" AA Palmeiras  (Paulistano ganhou 2 pontos)
01/7 Mackenzie      3-5  São Paulo AC
02/7 Germânia       6-0  São Paulo AC
09/7 Germânia       2-1  AA Palmeiras
14/7 Mackenzie      4-2  Germânia
23/7 Internacional  2-1  AA Palmeiras
30/7 Paulistano     2-0  São Paulo AC
06/8 Germânia       5-2  Internacional
13/8 AA Palmeiras   3-0  São Paulo AC
15/8 Germânia       3-2  Mackenzie
20/8 São Paulo AC   1-2  Internacional
27/8 AA Palmeiras   1-3  Paulistano
07/9 Internacional  4-2  Mackenzie
08/9 São Paulo AC   0-2  Paulistano
10/9 AA Palmeiras   1-7  Germânia
17/9 Paulistano     1-1  Germânia
23/9 AA Palmeiras   5-2  Mackenzie
24/9 São Paulo AC   3-2  Germânia
01/10 Germânia       1-1  Paulistano
12/10 Mackenzie      2-2  Internacional
22/10 Internacional  0-2  Paulistano
01/11 Mackenzie      0-2  Paulistano

## Jogo que definiu o campeonato
- Mackenzie 2–2 SC Internacional – Velódromo Paulistano – 12 de outubro

## Classificação Final
| Classificação - Final | Classificação - Final   | Classificação - Final | Classificação - Final | Classificação - Final | Classificação - Final | Classificação - Final | Classificação - Final | Classificação - Final | Classificação - Final |
| Time | Time                    | PG                    | J                     | V                     | E                     | D                     | GP                    | GC                    | SG                    |
| --- | ----------------------- | --------------------- | --------------------- | --------------------- | --------------------- | --------------------- | --------------------- | --------------------- | --------------------- |
| 1 | Paulistano              | 18                    | 10                    | 8                     | 2                     | 0                     | 20                    | 3                     | 17                    |
| 2 | Germânia                | 13                    | 10                    | 5                     | 3                     | 2                     | 30                    | 16                    | 14                    |
| 3 | Internacional           | 11                    | 10                    | 4                     | 3                     | 3                     | 15                    | 19                    | - 4                   |
| 4 | São Paulo Athletic      | 8                     | 10                    | 4                     | 0                     | 6                     | 16                    | 26                    | - 10                  |
| 5 | Mackenzie               | 7                     | 10                    | 3                     | 1                     | 6                     | 27                    | 27                    | 0                     |
| 6 | Athletica das Palmeiras | 3                     | 10                    | 1                     | 1                     | 8                     | 10                    | 27                    | - 17                  |
| PG - pontos ganhos; J - jogos; V - vitórias; E - empates; D - derrotas; GP - gols pró; GC - gols contra; SG - saldo de gols |                         |                       |                       |                       |                       |                       |                       |                       |                       |

|  |                                            |
|  | Campeão da LPF de 1905                     |
|  | Disputa seletiva para o campeonato de 1906 |

## Premiação
| Campeão Paulista de 1905 |
| ------------------------ |
| PAULISTANO (1º título)   |